# Serra de Tramuntana
|  | Aquest article tracta sobre la serra de Tramuntana (accident geogràfic) a Mallorca. Si cerqueu la comarca de la mateixa illa, vegeu «Serra de Tramuntana (comarca)». |

Localització de la serra de Tramuntana

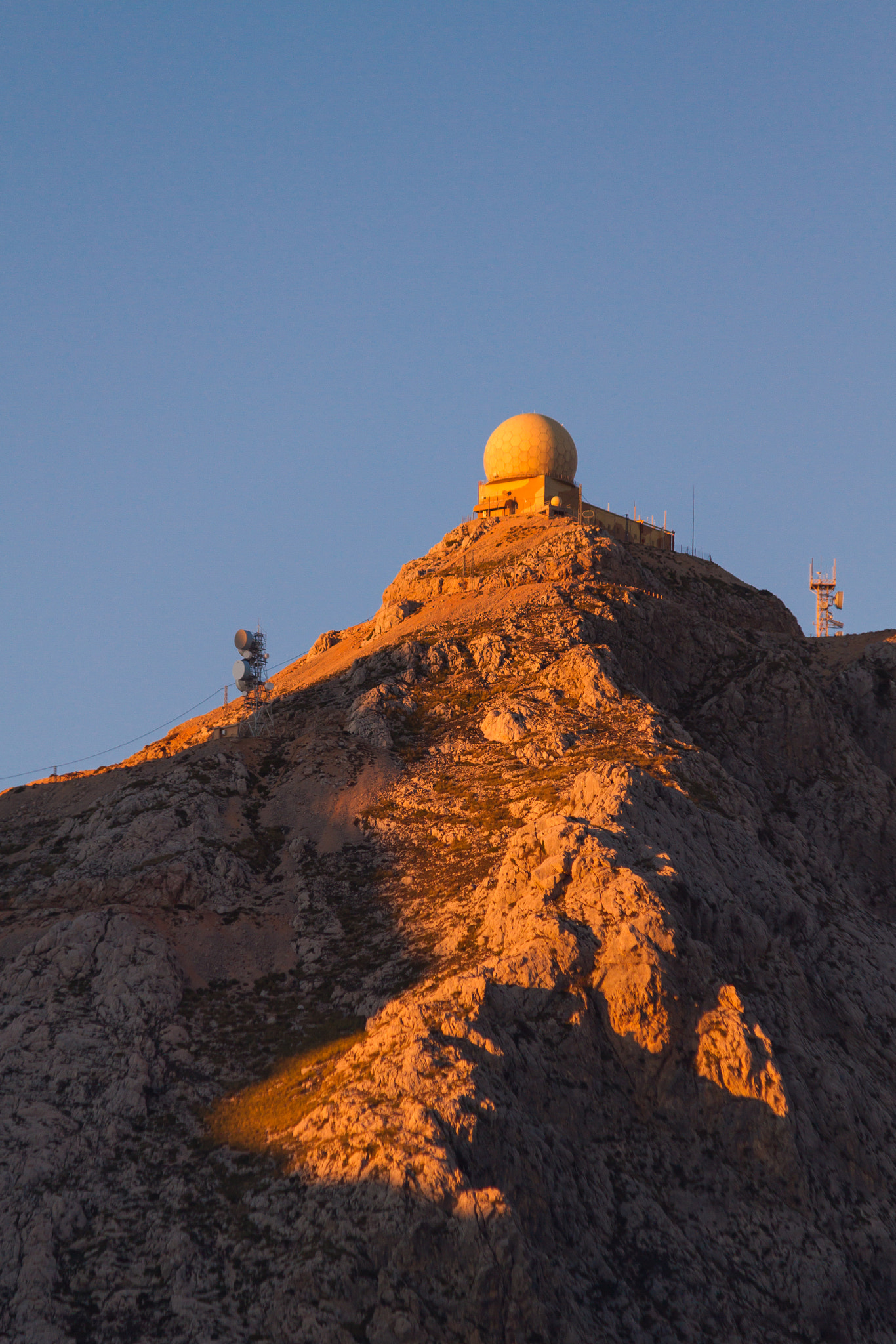
El Puig Major, el cim més alt de la serra de Tramuntana.

La serra de Tramuntana és una serralada litoral que ocupa la part nord-occidental de Mallorca a les Illes Balears, terminació probable del sistema Bètic (a través del cap de la Nau i d'Eivissa).
Alguns la fan procedir del precontinent catalanobalear. D'orientació SW-NE (ENE en el tram final), s'allarga uns 90 km entre sa Dragonera i el cap de Formentor pel costat de mar i entre el cap de Cala Figuera i el des Pinar pel costat des Pla, entre les badies de Palma i Alcúdia. L'amplada oscil·la entre uns 10 km en aquests sectors extrems, i uns 20 km a la part central. Els materials en bona part calcaris del fons del geosinclinal degueren emergir en forma d'arxipèlag durant l'Eocè superior, igual que els Pirineus, però el paroxisme tectònic és posterior, del Burdigalià (Miocè inferior), i coincideix amb la fase estírica del plegament alpí. Depenent del criteri escollit, hi ha diverses llistes de municipis que formen part de la serra.
L'any 2011 la UNESCO va declarar el paisatge cultural de la serra de Tramuntana com a Patrimoni de la Humanitat.

## Orografia
Els cims més alts de la serra són: 
- Puig Major (1.445 m)
- Penyal del Migdia (1.401m)
- Puig de Massanella (1.364 m)
- Puig Tomir (1.102 m)
- Puig de l'Ofre (1.090 m)
- Serra d'Alfàbia (1.069 m)
- Puig del Teix (1.064 m)
- Puig dels Tossals Verds (1.028 m)
- Puig de Galatzó (1.025 m)
- Puig Roig (1.003 m)

Colls:
- Coll de la Batalla (Escorca), dalt del Santuari de Lluc.[5]
- Coll d'en Claret (carretera de Valldemossa a Andratx).[6]
- Coll de sa Gran Mola (carretera d'Estellencs a Andratx).[7]
- coll d'en Portell (carretera de Palma a Valldemossa).[8]

Les nevades no són rares a les parts més altes de la serra.

## Geologia

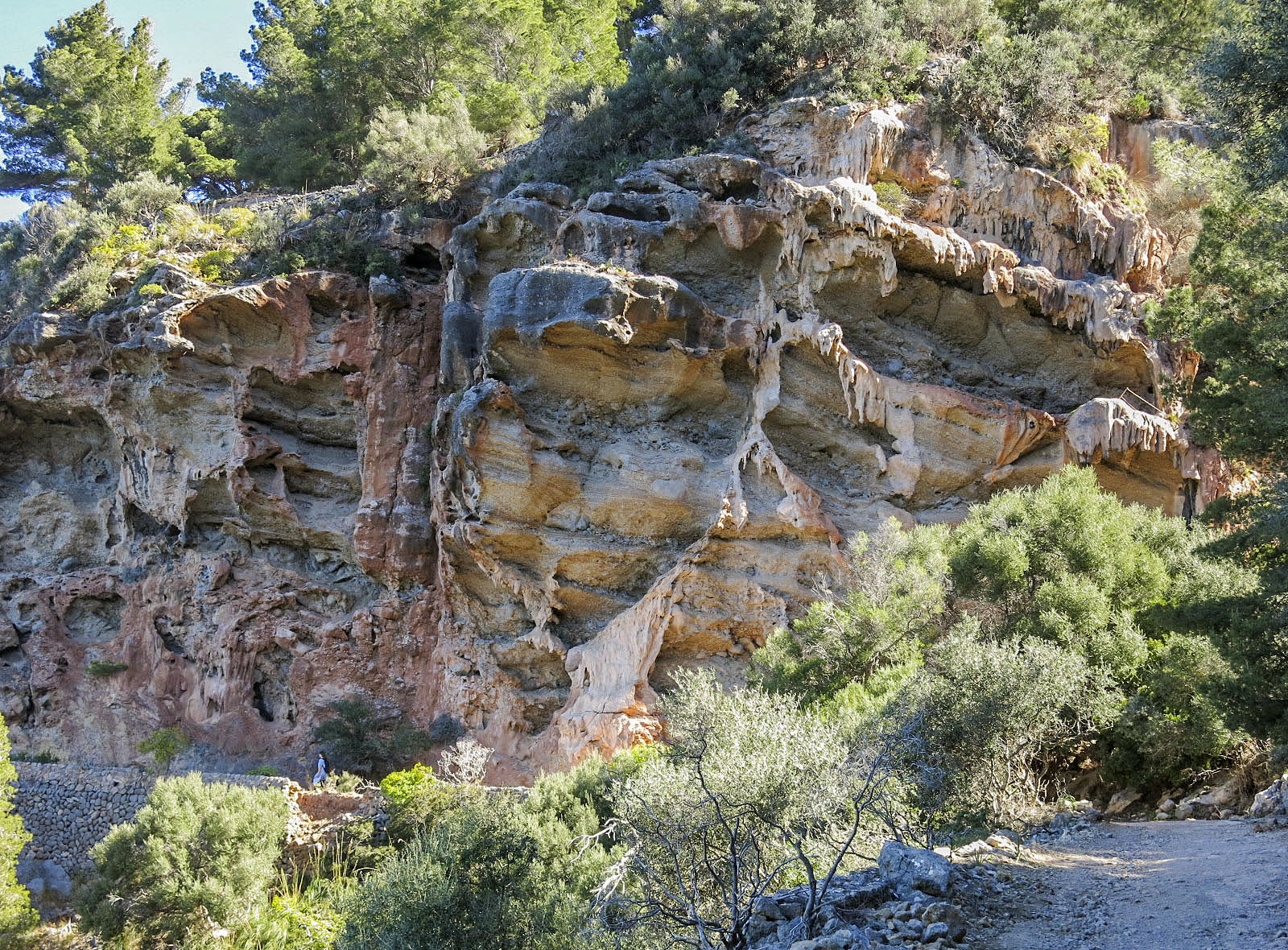
Paisatge càrstic de la Serra de Tramuntana

Els materials que trobam a la serra de Tramuntana afectats per la tectònica compressiva tenen edats que van del Carbonífer fins al Miocè inferior. El Carbonífer es localitza a un sol aflorament de poca extensió a prop del port des Canonge, està format per pelites grises, s'ha pogut datar amb fòssils de crinoïdeus i pol·len. El Mesozoic comença amb el Triàsic que s'inicia amb els gresos, argiles i conglomerats, generalment de color roig, del Buntsandstein, per sobre tenim les dolomies del Muschelkalk, segueixen les argiles, guixos i roques volcàniques del Keuper. En aquesta darrera unitat sovint es troben les bases dels encavalcaments de la serra, actuant així com a nivell de desenganxament. Finalment el Triàsic acaba a la serra amb les dolomies del Retià, que es troben a la base de la potent sèrie sedimentària juràssica que formen la major part dels materials de la serra.
El Juràssic inferior o Lias està format a la base per carnioles i dolomies que evolucionen cap a bretxes i calcàries micrítiques massives. El conjunt forma un paquet d'aspecte massiu que forma la major part dels cims de la serra i dona els relleus més destacables. Per sobre d'aquests materials comença un complex d'unitats estratigràfiques que segueix pel Lias mitjà i superior, segueix amb el Juràssic mitjà o Dogger i acaba amb el Juràssic superior o Malm en què s'alternen les roques carbonatades amb fàcies més margoses. Els fòssils d'ammonits, braquiòpodes i crinoïdeus són freqüents en alguns nivells. El Cretaci aflora a la serra sobretot al vessant sud-oriental, estan representats per margues i margocalcàries blanques amb fauna de radiolaris i tintínids.
La sedimentació paleògena a la serra comença amb l'Eocè representat per calcàries micrítiques marronoses, dipositades en bancs tabulars, amb restes carbonoses, que corresponen a conques lacustres d'aigua dolça. En aquests materials es troben els lignits que han estat explotats a diversos indrets de Mallorca. L'Oligocè està format principalment per conglomerats disposats en cossos lenticulars, que inclouen nivells llimosos i petits bancs carbonatats amb nombroses concrecions algals. Representa una sedimentació de tipus fluvial amb episodis palustres.
La part basal del Miocè es troba a diversos indrets de la serra de Tramuntana, generalment discordant sobre el Mesozoic, està format per conglomerats, calcarenites i calcàries bioclàstiques i esculloses. Representen una sedimentació litoral. Per sobre es troba una unitat important, formada per l'alternança de calcarenites i margues, amb nivells de silexites, olistòlits i slumps. Aquests sediments estan interpretats com a dipòsits turbidítics.
El Quaternari està representat per materials dipositats als vessants i al fons de les valls, a algunes zones litorals es poden trobar eolianites (popularment conegudes com a marès) que corresponen a antigues zones dunars, i dipòsits litorals amb fauna de mol·luscs, també són freqüents els ompliments càrstics que poden tenir fauna de vertebrats (com els mamífers extints endèmics: Myotragus, Asoriculus hidalgoi, Eliomys morpheus; i d'altres endèmics però no extints com la sargantana balear, Podarcis lilfordi, que actualment sobreviu a les illes de la Dragonera i Cabrera, així com a molts illots) o invertebrats (principalment gastròpodes).
Quant a la seva estructura geològica es caracteritza per la presència d'estructures compressives (plecs i principalment encavalcaments). Aquests tenen una direcció predominantment sud-oest-nord-est i la vergència de les estructures compressives és cap al nord-oest. Posteriorment s'hi han emplaçat algunes falles normals que tallen les estructures compressives. L'estructura condiciona fortament la morfologia de la serra, ja que aquesta es caracteritza per l'alineament de cadenes muntanyoses d'orientació sud-oest-nord-est, seguint la direcció de les estructures geològiques. De fet les cadenes muntanyoses estan formades principalment per blocs encavalcants de bretxes i dolomies del Lias inferior, mentre que a les valls entre les muntanyes predominen les argiles, guixos i roques volcàniques del Keuper (Triàsic superior), i les turbidites del Miocè inferior. Les dolomies del Retià (Triàsic superior) i calcarenites i conglomerats del Miocè inferior acostumen a trobar-se als vessants de les muntanyes.
Com a la resta de l'illa però amb major intensitat, la geomorfologia càrstica hi és diversificada i abundant, tant subterràniament com superficial. Els materials més ben carstificats són les calcàries massives i bretxes del Lias inferior, i conglomerats i bretxes calcàries del Burdigalià. Aquí es desenvolupen la major part de camps de lapiaz (dits esquetjars o rellars) i dolines (sovint dits avencs).

## Flora

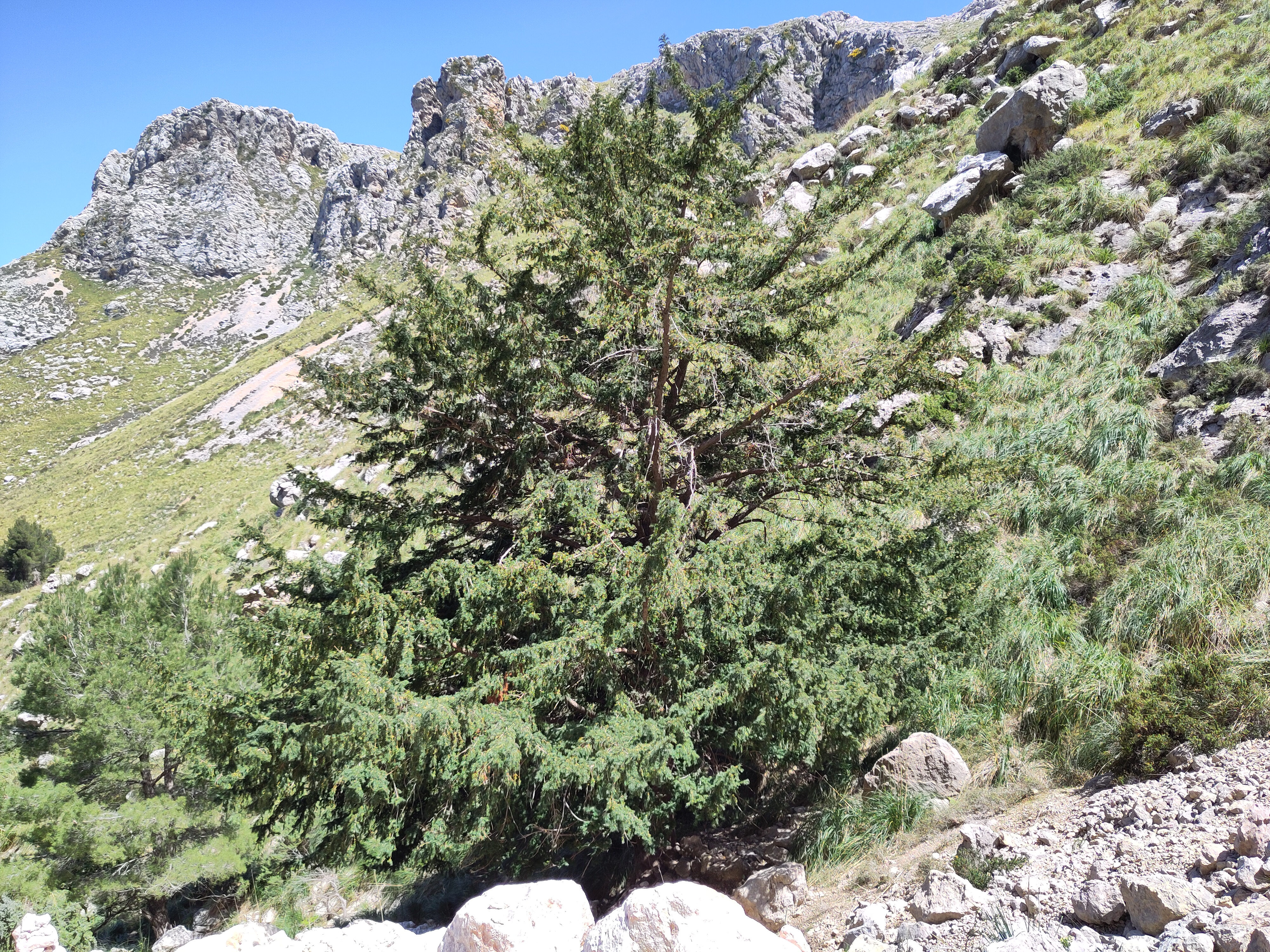
Exemplar de teix (Taxus baccata) prop del Puig Major

La serra de Tramuntana és un indret únic des del punt de vista botànic. Destaquen les 25 espècies i subespècies endèmiques, com són: Pinpinella bicknellii, Brassica balearica, Euphorbia fontqueriana, Viola jaubertiana, Brimeura duvigneaudii, Asplenium majoricum. Altres 7 plantes endèmiques de Mallorca, es troben sobretot a la serra. La Naufraga balearica, una de les plantes més rares d'Europa, creix tan sols a Cala Sant Vicenç i a una localitat de Còrsega. Nou espècies d'orquídies i 13 de falgueres tenen la serra com a única àrea de distribució pel que fa a Mallorca. La serra és, també, l'únic refugi a la nostra illa de plantes pròpies de climes més freds i algunes caducifòlies, com la pomera borda (Sorbus aria), el corner (Amelanchier ovalis), el xuclamel de roca (Lonicera pyrenaica majoricensis), el teix (Taxus baccata), la cornera (Cotoneaster majoricensis), el rotaboc (Acer opalus granatense) o l'arbre de visc (Ilex aquifolium)

## Fauna

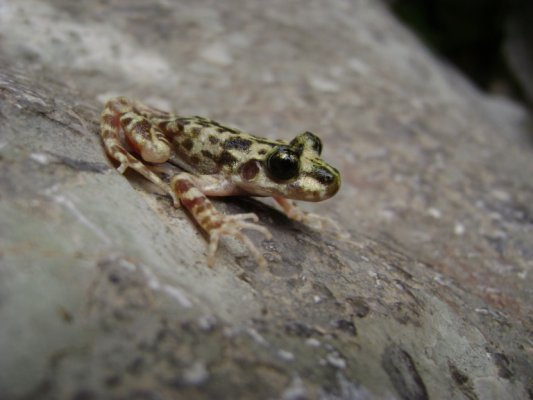
El ferreret és un endemisme de la serra de Tramuntana

Entre els invertebrats hi abunden els endemismes, especialment entre els gastròpodes, els coleòpters, els aràcnids, els crustacis i la formiga Lasius balearicus. La fauna cavernícola conté elements únics i molt interessants, com l'endemisme Balearonethes sesrodesanus. Entre els vertebrats, hi trobam una espècie endèmica (el ferreret, Alytes muletensis). A la serra de Tramuntana també hi abunden els ocells com el virot petit (Puffinus mauretanicus), endèmic de les Balears, i que nidifica a les coves dels espadats marins; el voltor negre (Aegypius monachus), l'au de presa més gran d'Europa. Mallorca és l'única illa mediterrània on sobreviu l'espècie. També s'hi pot trobar el falcó marí (Falco eleonorae), l'àguila peixatera (Pandion haliaetus), espècie molt amenaçada a la Mediterrània, i el busqueret coa-llarga (Sylvia balearica), endèmic de les Balears.

## Patrimoni cultural

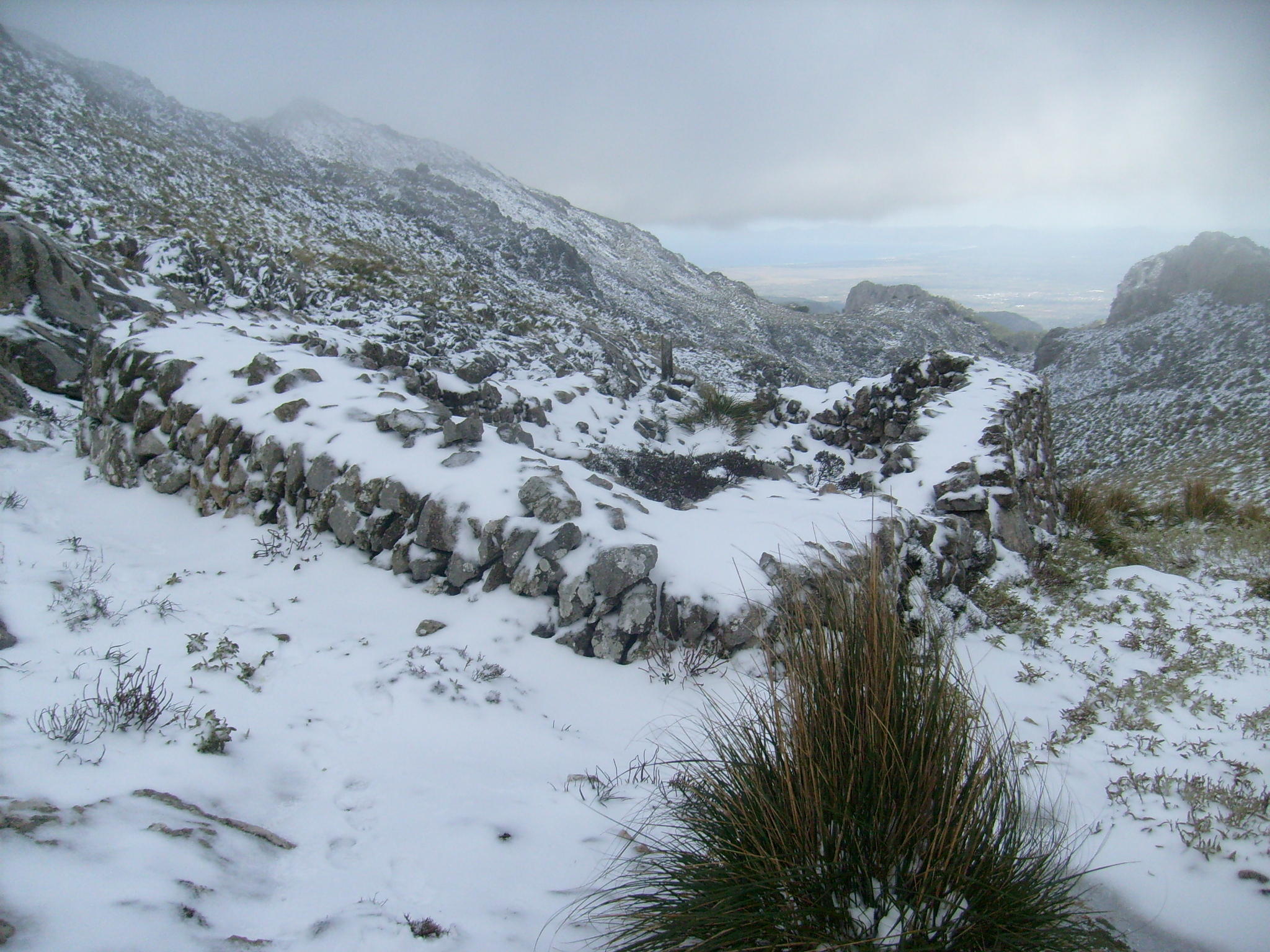
Casa de neu al Massanella

A la serra hi podem trobar diversos elements que donen testimoni de la integració de les activitats humanes del passat amb l'entorn natural: marjades, camins empedrats, sitges i barraques de carboner, aljubs, molins d'aigua, cases de neu i elements arqueològics (coves d'habitatge i d'enterrament, talaiots, poblats talaiòtics i restes d'activitat metàl·lúrgica).

## Dedicatòria
El 1999, els astrònoms de l'Observatori Astronòmic de Mallorca van dedicar a la serra l'asteroide (35725) Tramuntana, que havien descobert.